# Jang Chan-jae
Chan Jae Jang (6 februari 1989) is een Zuid-Koreaans wielrenner. Jang rijdt sinds 2013 bij Champion System Pro Cycling Team.

## Belangrijkste overwinningen
2010
- 2e etappe Ronde van Seoul

2011
- 2e etappe Jeolginyeon Stage Race
- Jeolginyeon Stage Race
- 2e etappe Ronde van Korea
- 7e etappe Ronde van Singkarak

2012
- 3e etappe Ronde van Korea
- Zuid-Koreaans kampioen op de weg, elite

Anderson · Avery · Bell · Beyer · Brammeier · Butler · Feng · Friedemann · Gazvoda · Jang · Jiang · Jiao · Lewis · Liu · Nishizono · Ojavee · Othman · Roth · Schnaidt · Tang · Traksel · Wu · Xu · Brenes (stagiair) · Cheung (stagiair) · Smith (stagiair)